# Nina Flohr
La princesa Nina de Grecia y Dinamarca (de soltera Nina Nastassja Flohr; nacida el 22 de enero de 1987) es una empresaria, heredera y miembro de la alta sociedad suiza. Es miembro de la familia real griega y miembro de la familia real danesa como esposa del príncipe Felipe de Grecia, hijo de Constantino II de Grecia y Ana María de Dinamarca. La princesa Nina es fundadora y directora creativa del Santuario de Kisawa y fundadora del Centro de Estudios Científicos de Bazaruto, ambos ubicados en la isla de Benguerra, Mozambique. Anteriormente trabajó como directora creativa de VistaJet, una compañía aérea privada de lujo fundada por su padre, Thomas Flohr.

## Primeros años
La princesa Nina nació como Nina Nastassja Flohr el 22 de enero de 1987 en Sankt Moritz, Suiza. Sus padres son Thomas Flohr, multimillonario suizo y fundador de VistaJet, y Katharina Konečný, directora creativa de Fabergé y editora fundadora de Vogue Rusia y Vogue Grecia. Tiene una media hermana llamada Sophia, por parte de su madre. Flohr se educó en Reino Unido y Estados Unidos.
Sus padres se divorciaron cuando ella era joven y, en 2001, se mudó a Londres, donde su madre aceptó un puesto como editora de joyería en Tatler.

## Carrera profesional
Flohr trabajó como directora creativa de VistaJet, una empresa de aviones privados fundada por su padre, hasta 2016. Colaboró con Moncler en los uniformes de la tripulación de cabina y trabajó con Nobu Matsuhisa para crear menús de lujo para aviones. Flohr también presentó una línea de cosméticos y cuidado de la piel orgánicos, artículos de tocador de California, ropa de cama italiana hecha a medida y edredones de plumas de pato para la aerolínea. También se asoció con Heywood Hill para proporcionar libros a la aerolínea. Como concepto de marca, Flohr tenía las aletas traseras de los aviones Bombardier de $ 45 millones pintadas con graffiti.
En 2012, Flohr apareció en una campaña publicitaria de Fabergé.
Es  fundadora y directora creativa del Santuario de Kisawa, un hotel de lujo, y el Centro de Estudios Científicos de Bazaruto, un centro de conservación ambiental, ambos ubicados en la isla de Benguerra en Mozambique. Fundó el santuario y centro de conservación en 2017 como una forma de combinar el turismo y las preocupaciones ambientales en Mozambique, donde la mayor parte de la economía nacional se basa en las industrias del petróleo y el gas. Kisawa es el primer centro turístico impreso en 3D del mundo y se creó con una impresora 3D con mortero de arena y agua de mar. El santuario incluye un spa independiente, llamado Centro de Bienestar Natural, que se especializa en medicina tradicional china y ofrendas ayurvédicas. Flohr también tenía canchas de tenis, un gimnasio, un pabellón de yoga y meditación, cuatro comedores, doce bungalows, una piscina, una cabaña de masajes y una instalación para deportes acuáticos construida en la propiedad. El centro de conservación cuenta con una estación marina de campo y un laboratorio enfocados en el mantenimiento de la vida silvestre local, incluidas aves, tortugas, ballenas y tiburones.

## Matrimonio
El 1 de septiembre de 2020 la Casa Real Griega emitió el siguiente comunicado acerca del compromiso del príncipe con Nina Flohr: 

"Sus Majestades el rey Constantino y la reina Ana María están encantados de anunciar el compromiso de su hijo menor, el príncipe Felipe, con Nina Nastassja Flohr, hija de Thomas Flohr y Katharina Flohr. Nina y Felipe se comprometieron en la isla de Ítaca, en Grecia, a principios de este verano. Los detalles de su boda se darán a conocer a su debido tiempo."

El 12 de diciembre de 2020 se casó por lo civil en Sankt Moritz, Suiza, con su prometido el príncipe Felipe de Grecia y Dinamarca (nacido el 26 de abril de 1986) en una sencilla ceremonia sin invitados debido a las restricciones de la pandemia por COVID-19. Solo asistieron los padres de cada uno, Constantino de Grecia y Thomas Flohr, que ejercieron de testigos. 
El matrimonio celebró el enlace religioso ortodoxo el 23 de octubre de 2021 en la Catedral de la Anunciación de Santa María (Atenas).
El título de princesa solo es reconocido por otras casas reales, tanto reinantes, como no reinantes, no teniendo validez legal internacional en su caso. Con las modificaciones habidas en la legislación sobre títulos de la Casa Real danesa, sólo pueden ser reconocidos como príncipes y princesas de Dinamarca los hijos del monarca y los hijos del príncipe heredero.

## Títulos y estilos
| ● 12 de diciembre de 2020-presente: | Su alteza real la princesa Nina de Grecia y Dinamarca |

## Distinciones honoríficas

### Distinciones honoríficas griegas
- Dama Gran Cruz de la Orden de las Santas Olga y Sofía.[8]